# The Debt (film 1914)
The Debt è un cortometraggio muto del 1914 prodotto dalla Lubin. Il nome del regista non viene riportato nei credit del film.

## Produzione
Il film fu prodotto dalla Lubin Manufacturing Company.

## Distribuzione
Distribuito dalla General Film Company, il film - un cortometraggio in due bobine - uscì nelle sale degli Stati Uniti il 9 luglio 1914.